# マティアス・エミリオ・デルガド
マティアス・エミリオ・デルガド（Matías Emilio Delgado, 1982年12月15日 - ）は、アルゼンチン・ロサリオ出身の元サッカー選手。現役時代のポジションはミッドフィールダー。

## 経歴
CAリーベル・プレート、AAアルヘンティノス・ジュニアーズのユースを経て、CAチャカリタ・ジュニアーズ所属の2001年からプリメーラ・ディビシオンでプレーし、2003年8月に4年契約でFCバーゼルへ移籍した。
2005-06シーズンのUEFAカップで7得点を決め、大会得点王に輝いた。2006年6月、ベシクタシュJKに移籍した。
2013年7月12日、バーゼルに4年契約で復帰した。2015年7月には引退したマルコ・シュトレラーに代わって、主将に選ばれた。背番号10を着用しリーグ戦100試合以上に出場、バーゼル復帰後全シーズンでリーグ制覇を経験した。2017-18シーズン開幕直後、リーグ第2節FCルツェルン戦の終了後に会見を開き現役引退を表明。これを受けて、バーゼルのファンであるテニス選手のロジャー・フェデラーはTwitter上で謝意を示した。

## タイトル

### クラブ
バーゼル
- スーパーリーグ : 2003-04, 2004-05, 2013-14, 2014-15, 2015-16, 2016-17

ベシクタシュ
- スュペル・リグ : 2008-09
- テュルキエ・クパス : 2006-07, 2008-09
- TFFスュペル・クパス（英語版）: 2006

アル・ジャジーラ
- アラビアン・ガルフ・リーグ : 2010-11
- UAEプレジデントカップ : 2010-11, 2011-12

### 個人
- UEFAカップ得点王 : 2005-06
- スイス年間最優秀選手 : 2006[5]